# Calcio ai Giochi della II Olimpiade - Convocazioni

## Club Français
Allenatore: commissione tecnica
| N. | Pos. | Giocatore            | Data nascita (età)         | Pres. | Squadra   |
| -- | ---- | -------------------- | -------------------------- | ----- | --------- |
|    | P    | Lucien Huteau        | 26 maggio 1878 (22 anni)   |       |           |
|    | D    | Pierre Allemane      | 19 gennaio 1882 (18 anni)  |       |           |
|    | D    | Louis Bach           | 14 aprile 1883 (17 anni)   |       |           |
|    | C    | Alfred Bloch         |                            |       |           |
|    | C    | Virgile Gaillard     | 28 luglio 1877 (23 anni)   |       |           |
|    | C    | Maurice Macaire      | 22 novembre 1881 (18 anni) |       | RC France |
|    | A    | Fernand Canelle      | 2 gennaio 1882 (18 anni)   |       |           |
|    | A    | René Ressejac-Duparc |                            |       | RC France |
|    | A    | Eugène Fraysse       | 26 agosto 1879 (21 anni)   |       | RC France |
|    | A    | Georges Garnier      |                            |       |           |
|    | A    | René Grandjean       |                            |       |           |
|    | A    | André Lambert        |                            |       | RC France |
|    | A    | Gaston Peltier       |                            |       | RC France |

## ULB[1]
Allenatore:  Frank König
| N. | Pos. | Giocatore              | Data nascita (età)         | Pres. | Squadra          |
| -- | ---- | ---------------------- | -------------------------- | ----- | ---------------- |
|    | P    | Marcel Leboutte        | 11 maggio 1880 (20 anni)   |       | Spa              |
|    | D    | Raul Kelecom           |                            |       | RFC Liegi        |
|    | D    | Ernest Moreau de Melen | 20 febbraio 1879 (21 anni) |       | RFC Liegi        |
|    | C    | Eugène Neefs           |                            |       | Louvain          |
|    | C    | Gustave Pelgrims       | 14 giugno 1878 (22 anni)   |       | Léopold          |
|    | C    | Alphonse Renier        |                            |       | Racing Bruxelles |
|    | A    | Marius Delbecque       |                            |       | Skill            |
|    | A    | Lucien Londot          |                            |       | RFC Liegi        |
|    | A    | Hilaire Spanoghe       | 30 ottobre 1879 (20 anni)  |       | Skill            |
|    | A    | Eric Thornton          | 5 luglio 1882 (18 anni)    |       | Léopold          |
|    | A    | Henk van Heukelum      | 6 maggio 1879 (21 anni)    |       | Léopold          |

## Upton Park
Allenatore:  James Jones
| N. | Pos. | Giocatore        | Data nascita (età)          | Pres. | Squadra |
| -- | ---- | ---------------- | --------------------------- | ----- | ------- |
|    | P    | James Jones      | 18 novembre 1873 (26 anni)  |       |         |
|    | D    | Claude Buckenham | 16 gennaio 1876 (24 anni)   |       |         |
|    | D    | William Gosling  | 19 luglio 1869 (31 anni)    |       |         |
|    | C    | Tom Burridge     | 30 aprile 1881 (19 anni)    |       |         |
|    | C    | Alfred Chalk     | 27 novembre 1874 (25 anni)  |       |         |
|    | C    | Bill Quash       | 27 dicembre 1868 (31 anni)  |       |         |
|    | A    | John Nicholas    | 24 luglio 1879 (21 anni)    |       |         |
|    | A    | Fred Spackman    | 16 settembre 1878 (22 anni) |       |         |
|    | A    | Richard Turner   | 24 aprile 1882 (18 anni)    |       |         |
|    | A    | Jack Zealley     | 7 marzo 1874 (26 anni)      |       |         |
|    | A    | Henry Haslam     |                             |       |         |